# The Juba Post
The Juba Post er den eneste uafhængige engelsksprogede avis i Sydsudan. De har i dag kontorer både i Juba og Khartoum.
De grundlagt i 2005 og har nu et oplag på over 25.000 eksemplarer De er økonomisk støttet af reklamer og donationer.
Avisen blev grundlagt af National Press Council den 23 Marts 2005, men næsten med de samme løb de ind i vanskeligheder. Efter at avisen kritiserede udvisningen af nogle internt fordrevne fra en lejr i Khartoum lukkede den uafhængige avis The Khartoum Monitor, og avisen blev lukket ned af regeringen og tre af dens journalister er blevet fængslet under anklagen om at være illegale journalister. Avisen blev genetableret kort efter.